# 山圩镇
山圩镇，是中华人民共和国广西壮族自治区崇左市扶绥县下辖的一个乡镇级行政单位。六榜龙发现地。

## 行政区划
山圩镇下辖以下地区：
山圩社区、渠透村、那利村、坝引村、昆仑村、平天村、那派村、平搞村、那白村、玉柏村、九塔村和那任村。